# Arnold Jonke
Arnold Jonke (Gmünd, 25 december 1962) is een Oostenrijks roeier. Jonke won op het Wereldkampioenschappen roeien 1990 de wereldtitel in de dubbel-twee na een jaar eerder al brons te hebben veroverd op dit nummer. Op de Olympische Zomerspelen 1992 behaalde hij een zilveren medaille.

## Resultaten
- Wereldkampioenschappen roeien 1990 in Tasmanië  in de dubbel-twee
- Olympische Zomerspelen 1992 in Barcelona  in de dubbel-twee
- Wereldkampioenschappen roeien 1989 in Bled  in de dubbel-twee

- (en)  Profiel van Arnold Jonke op sports-reference.com (gearchiveerd)